# Dicranomyia (Caenolimonia) amaryllis
Dicranomyia (Caenolimonia) amaryllis is een tweevleugelige uit de familie steltmuggen (Limoniidae). De soort komt voor in het Neotropisch gebied.